# Босо (півострів)

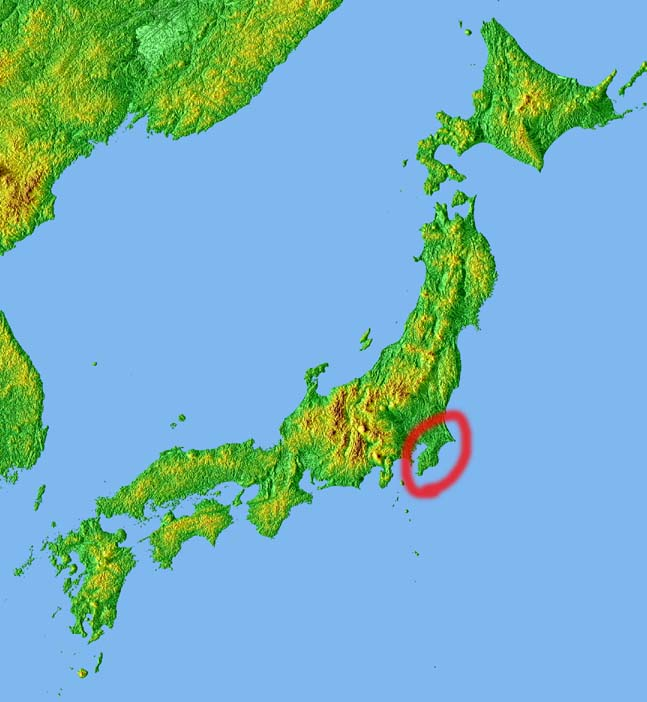
Розташування

Піво́стрів Босо́ (яп. 房総半島, ぼうそうはんとう, МФА: [boːsoː hantoː]) — півострів в Японії, на острові Хонсю, на півдні регіону Канто. Дослівний переклад назви — півострів провінцій Ава й Фуса. Адміністративно належить префектурі Тіба. Пролягає південніше пагорбів Босо. На заході омивається Токійською затокою, а сході та півночі — Тихим океаном.